# Tatjana Pawlowna Simson
Tatjana Pawlowna Simson (russisch Татьяна Павловна Симсон; * 1892 in Kaluga; † 22. Februar 1960 in Moskau) war eine russische bzw. sowjetische Kinderpsychiaterin.

## Leben
Simson aus einer Lehrerfamilie studierte in den von Wladimir Guerrier gegründeten Moskauer Höheren Kursen für Frauen (ab 1918 2. Moskauer Universität und seit 1930 Pädagogische Staatliche Universität Moskau) in der Medizinischen Fakultät mit Abschluss 1915. Einer ihrer Lehrer war der Psychiater Nikolai Baschenow. Darauf arbeitete sie in einem Moskauer Krankenhaus. Ihre erste wissenschaftliche Arbeit über lobäre Sklerose wurde 1917 veröffentlicht. Bei Ossip Feldman (1875–1919) begann sie Probleme der Psychiatrie im Kindesaltger zu studieren.
Nach der Oktoberrevolution arbeitete Simson ab 1919 als Assistentin in der psychiatrischen Klinik der 2. Moskauer Universität. Zusammen mit W. A. Grombach und Semjon Dulizki begann sie 1924 mit Unterstützung Alexander Kissels eine systematische Untersuchung in Kinderberatungsstellen, Kinderkrippen und Säuglingshäusern im Hinblick auf die Psychiatrie im frühesten Kindesalter. Sie wechselte 1925 in die von Pjotr Gannuschkin geleitete Psychiatrische Klinik des Ersten Moskauer Medizin-Instituts. Dort war sie zunächst Assistentin, dann Dozentin und schließlich Doktorin der medizinischen Wissenschaften und außerplanmäßige Professorin.
Die erste Psychoneurologische Klinik des Instituts für Mutter- und Säuglingsschutz des Volkskommissariats für Gesundheit der RSFSR wurde  1932 mit Simson als Leiterin eröffnet. Sie etablierte die Kinderpsychiatrie als neues Fachgebiet in der Sowjetunion und leitete die Klinik bis 1949. Sie beschrieb erstmals die Schizophrenie im frühen Kindesalter. Sie untersuchte die Encephalitis epidemica bei Säuglingen, die virale Enzephalitis und psychotische Zustände bei Influenza, Typhus, Masern und Rheuma. Auch widmete sie sich den Problemen der Neurosen bei Kindern.
Während des Deutschen Angriffskriegs war Simson von 1941 bis 1944 wissenschaftliche Leiterin des 1. Moskauer Psychoneurologischen Krankenhauses. Von 1945 bis zu ihrem Tode leitete sie die Kinderabteilung im Institut für Psychiatrie der Akademie der Medizinischen Wissenschaften der UdSSR.
Koautor der wissenschaftlichen Arbeiten Simsons war ihr Mann Moissei Markowitsch Model (1886–1950), der Kinderarzt und Neuropathologe war.
Simson starb am 22. Februar 1960 in Moskau und wurde auf dem Nowodewitschi-Friedhof begraben.

## Ehrungen, Preise
- Leninorden
- Ehrenzeichen der Sowjetunion
- Medaille „Für heldenmütige Arbeit im Großen Vaterländischen Krieg 1941–1945“